# Étienne de La Boétie
Étienne de La Boétie (1. listopad 1530, Sarlat-la-Canéda - 18. srpen 1563, Bordeaux) byl francouzský právník, humanista a politický filozof.

## Život
Narodil se ve šlechtické rodině. Vystudoval práva na univerzitě v Orléansu (1553). Poté, i přes nízký věk, získal pozici poradce v bordeauxském parlamentu. Z této pozice se snažil podporovat tolerantní náboženskou politiku kancléře Michela de l'Hôpital. Pozici v parlamentu zastával až do své smrti ve 33 letech. Proslavilo ho přátelství s filozofem Michelem de Montaigne, s nímž se setkal právě v bordeauxském parlamentu, a který právě o něm napsal esej o přátelství.
Podle Montaignova svědectví byl Boétie marrano (pokřtěný žid), a když mu kněz chtěl dát poslední pomazání, odmítl s tím, že chce zemřít ve víře Mojžíšově.

## Dílo
Jeho nejvýznamnějším dílem je esej Rozprava o dobrovolném otroctví (Discours de la servitude volontaire). V něm dochází Boétie k závěru, že moc vládců vyplývá jen z toho, že lidé chtějí být ovládáni. Při odvržení této touhy nemůže obstát žádná moc nad lidmi.
Existují však pochybnosti, že autorem textu je Boétie. Ty vyplývají především z toho, že spis byl publikován až roku 1576, tedy dlouho po autorově smrti. Text nechal publikovat Michel de Montaigne, a někteří historici se tudíž domnívají, že Montaigne původní text obohatil svými myšlenkami, nebo dokonce že je sám autorem. Montaigne tvrdil, že Boétie spis napsal v pouhých šestnácti nebo osmnácti letech.
Esej měl značný vliv na libertariánství (zejm. Murraye Rothbarda) a také anarchistické hnutí.
Do francouzštiny Boétie přeložil díla Xenofónova a Plútarchova. Psal též verše a měl blízko k literární skupině Plejáda.